# Schwarz Artúr
Schwarz Artúr, névváltozata: Schwartz Artúr, Schwarz Arthur (Pest, 1855. július 8. – Budapest, Erzsébetváros, 1915. december 24.) ideggyógyász, egyetemi magántanár, Schwarz András Bertalan (1886–1953) jogász, egyetemi tanár apja.

## Életpályája
Schwarz Ármin (1826–1911) és Lederer Júlia (1829–1859) fiaként született pesti zsidó családban. Apja az Első Leánykiházasító Egyesület elnöke volt. Testvérei Szászy-Schwarz Gusztáv (1856–1920) jogász, egyetemi tanár, Schwarz Félix, az Athenaeum igazgatója és apja második házasságából származó féltestvére Szász Endre Hugó (1871–1952) szájsebész, egészségügyi főtanácsos.
A Pesti Királyi Katolikus Állami Főgimnáziumban tanult (1866–1874), ahol kitüntetéssel érettségizett. Felsőfokú tanulmányait a Budapesti Királyi Magyar Tudományegyetem Orvostudományi Karán végezte. 1878–1880-ban a Korányi Frigyes igazgatása alatt működő II. sz. Belgyógyászati Kóroda gyakornoka, majd 1880 és 1883 között a bécsi közkórház gyakornoka és másodorvosa volt. 1884-ben visszatért Budapestre és a következő évtől a Nyilvános Ambulatóriumban az ideggyógyászati osztály vezetőjének nevezték ki. 1889-ben az idegkór és gyógytan című tárgykörből magántanári képesítést nyert. 1892 és 1899 között tagja volt a Magyar Orvosi Archivum szerkesztőségének. 1895 után az Általános Poliklinika VI. ideggyógyászati osztályának főorvosaként praktizált. 1895-ben a kultuszminiszter kinevezte a közoktatási tanács tagjává. Az Országos Közegészségügyi Tanács tagja volt. 1915. december 24-én leugrott második emeleti lakása ablakából. Súlyos sérülésekkel a Herczel Szanatóriumba vitték, ahol még aznap elhunyt.
A Kozma utcai izraelita temetőben nyugszik. Temetésén a Poliklinika nevében Lichtenberg Kornél, a pályatársak nevében Schächter Miksa egyetemi tanár mondott búcsúbeszédet.

## Családja
Felesége Reinitz Gizella (1864–1954) volt, Reinitz József orvos és Prager Paulina lánya, akivel 1885. május 10-én Budapesten kötött házasságot.
Gyermekei:
- Schwarz Magdolna (1888–1987). Férje Eller Károly (1887–1945) egyetemi tanársegéd.
- Schwarz Emmy (1895–1980) középiskolai tanár. Férje Frigyes Béla (1884–1936), a Budapesti Áru- és Értéktőzsde főtitkára.

## Művei
- A hörgőterek lefutása a tüdőben. (Orvosi Hetilap, 1881, 41.)
- Az agy hatásáról a gerinczagy visszahajlási működésére. (Orvosi Hetilap, 1886, 46–47.)
- Utánzó choreának egy halálos kimenetelű esete. (Gyógyászat, 1887, 26.)
- Idegkórtani casuistica. (Orvosi Hetilap, 1888, 13–15., 17.)
- Az ideggyógyászat jelen állása. (Gyógyászat, 1889, 7–10.)
- Az ideggyógyászat haladása. (Gyógyászat, 1890, 1.)
- Az ideggyógyászat haladása. (Gyógyászat, 1891, 4.)
- Az ideggyógyászat haladása. (Gyógyászat, 1892, 5.)
- Az ideggyógyászat haladása. (Gyógyászat, 1893, 14.)
- A heveny ideges kimerülésről. (Gyógyászat, 1894, 1–2.)